# Ginzia nicevillei
Ginzia nicevillei är en fjärilsart som beskrevs av John Henry Leech 1893. Ginzia nicevillei ingår i släktet Ginzia och familjen juvelvingar. Inga underarter finns listade i Catalogue of Life.